# Doroteja Erić
Doroteja Erić (Gornji Milanovac, 1º agosto 1992) è un'ex tennista serba.
Doroteja ha vinto 2 titoli nel singolare e 1 titolo nel doppio nel circuito ITF in carriera. Doroteja ha raggiunto la sua migliore posizione nel singolare WTA, nr 218, il 3 marzo 2014. Mentre il 9 luglio 2012 ha raggiunto il miglior piazzamento mondiale nel doppio, nr 564.